# Dercylus
Dercylus is een geslacht van kevers uit de familie van de loopkevers (Carabidae). De wetenschappelijke naam van het geslacht is voor het eerst geldig gepubliceerd in 1832 door Castelnau.

## Soorten
Het geslacht Dercylus omvat de volgende soorten:
- Dercylus alternans Kuntzen, 1912
- Dercylus anthracinus (Dejean, 1831)
- Dercylus ater Castelnau, 1832
- Dercylus batesi Chaudoir, 1861
- Dercylus bolivianus Kuntzen, 1912
- Dercylus buckleyi Chaudoir in Oberthur, 1883
- Dercylus catenatus Kuntzen, 1912
- Dercylus chaudoiri Kuntzen, 1912
- Dercylus convexus Kuntzen, 1912
- Dercylus cordicollis (Chaudoir In Oberthur, 1883)
- Dercylus crenatus Schaum, 1860
- Dercylus davidsoni Moret In Moret & Bousquet, 1995
- Dercylus franiai Moret In Moret & Bousquet, 1995
- Dercylus gaujoni Moret In Moret & Bousquet, 1995
- Dercylus gautardi Chaudoir, 1869
- Dercylus gibber Moret In Moret & Bousquet, 1995
- Dercylus gibbosus LaFerte-Senectere, 1851
- Dercylus granifer Moret In Moret & Bousquet, 1995
- Dercylus heynei Kuntzen, 1912
- Dercylus infernus LaFerte-Senectere, 1851
- Dercylus italoi Moret, 1999
- Dercylus licinoides (Perty, 1830)
- Dercylus mathani Moret In Moret & Bousquet, 1995
- Dercylus mexicanus Bates, 1891
- Dercylus nodosus Moret In Moret & Bousquet, 1995
- Dercylus ohausi Kuntzen, 1912
- Dercylus onorei Moret In Moret & Bousquet, 1995
- Dercylus opacus Kuntzen, 1912
- Dercylus orbiculatus Moret In Moret & Bousquet, 1995
- Dercylus praepilatus Moret In Moret & Bousquet, 1995
- Dercylus punctatostriatus Chaudoir, 1869
- Dercylus punctatosulcatus Chaudoir, 1869
- Dercylus puritanus Kuntzen, 1912
- Dercylus steinbachi Kuntzen, 1912
- Dercylus tenebricosus Laferte-Senectere, 1851
- Dercylus tuberculatus (Chaudoir In Oberthur, 1883)